# Campionati del mondo di ciclismo su strada 2003 - Cronometro maschile Junior
La cronometro maschile Junior dei Campionati del mondo di ciclismo su strada 2003 si svolse l'8 ottobre 2003 con partenza ed arrivo a Hamilton, in Canada, su un percorso totale di 20,8 km. La medaglia d'oro fu vinta dal russo Michail Ignat'ev con il tempo di 27'01"88 alla media di 46,193 km/h, la argento dall'ucraino Dmytro Hrabovs'kyj e la bronzo dallo svedese Viktor Renäng.
Alla partenza erano presenti 62 ciclisti, dei quali tutti completarono la gara.

## Classifica (Top 10)
| Pos. | Corridore          | Squadra   | Tempo     |
| ---- | ------------------ | --------- | --------- |
| 1    | Michail Ignat'ev   | Russia    | 27'01"88  |
| 2    | Dmytro Hrabovs'kyj | Ucraina   | a 21"27   |
| 3    | Viktor Renäng      | Svezia    | a 22"50   |
| 4    | Dominique Cornu    | Belgio    | a 27"45   |
| 5    | William Walker     | Australia | a 46"11   |
| 6    | Roman Kreuziger    | Rep. Ceca | a 55"41   |
| 7    | Alexey Esin        | Russia    | a 55"70   |
| 8    | Tony Martin        | Germania  | a 56"69   |
| 9    | Julien Loubet      | Francia   | a 1'01"28 |
| 10   | Simon Špilak       | Slovenia  | a 1'04"14 |